# Mazères-Lezons
Mazères-Lezons é uma comuna francesa na região administrativa da Nova Aquitânia, no departamento dos Pirenéus Atlânticos. Estende-se por uma área de 4 km². Em 2010 a comuna tinha 1 863 habitantes (densidade: 465,8 hab./km²).